# 5 000 mètres masculin aux championnats du monde d'athlétisme 2007
Navigation
Helsinki 2005 Berlin 2009
L'épreuve du 5 000 mètres masculin des championnats du monde d'athlétisme 2007 s'est déroulée les 30 août et le 2 septembre 2007 dans le stade Nagai d'Osaka au Japon. Elle est remportée par l'Américain Bernard Lagat.
36 athlètes étaient inscrits. Ils ont couru les demi-finales le 30 août et la finale a eu lieu le 2 septembre.

## Records
| Record du monde            | 12 min 37 s 35 | Kenenisa Bekele     | Éthiopie   | 31 mai 2004     | Hengelo   |
| Record des championnats    | 12 min 52 s 79 | Eliud Kipchoge      | Kenya      | 31 août 2003    | Paris     |
| Meilleure performance 2007 | 12 min 49 s 53 | Kenenisa Bekele     | Éthiopie   | 28 juillet 2007 | Saragosse |
| Record d'Afrique           | 12 min 37 s 35 | Kenenisa Bekele     | Éthiopie   | 31 mai 2004     | Hengelo   |
| Record d'Asie              | 12 min 51 s 98 | Saif Saaeed Shaheen | Qatar      | 14 juillet 2006 | Rome      |
| Record d'Amérique du Nord  | 12 min 58 s 21 | Bob Kennedy         | États-Unis | 14 août 1996    | Zurich    |
| Record d'Amérique du Sud   | 13 min 19 s 43 | Marilson dos Santos | Brésil     | 8 août 2006     | Kassel    |
| Record d'Europe            | 12 min 49 s 71 | Mohammed Mourhit    | Belgique   | 25 août 2000    | Bruxelles |
| Record d'Océanie           | 12 min 55 s 76 | Craig Mottram       | Australie  | 30 juillet 2004 | Londres   |

## Médaillés
| Or            | Argent         | Bronze               |
| Bernard Lagat | Eliud Kipchoge | Moses Ndiema Kipsiro |

## Résultats

### Finale (2 septembre)
| Rang               | Athlète             | Pays        | Temps          |
| ------------------ | ------------------- | ----------- | -------------- |
| Médaille d'or      | Bernard Lagat       | États-Unis  | 13 min 45 s 87 |
| Médaille d'argent  | Eliud Kipchoge      | Kenya       | 13 min 46 s 00 |
| Médaille de bronze | Moses Kipsiro       | Ouganda     | 13 min 46 s 75 |
| 4                  | Matthew Tegenkamp   | États-Unis  | 13 min 46 s 78 |
| 5                  | Tariku Bekele       | Éthiopie    | 13 min 47 s 33 |
| 6                  | Mohammed Farah      | Royaume-Uni | 13 min 47 s 54 |
| 7                  | Jesús España        | Espagne     | 13 min 50 s 55 |
| 8                  | Abreham Cherkos     | Éthiopie    | 13 min 51 s 01 |
| 9                  | Felix Kikwai Kibore | Qatar       | 13 min 51 s 18 |
| 10                 | Ali Abdalla         | Érythrée    | 13 min 52 s 69 |
| 11                 | Adam Goucher        | États-Unis  | 13 min 53 s 17 |
| 12                 | Hicham Bellani      | Maroc       | 13 min 55 s 44 |
| 13                 | Craig Mottram       | Australie   | 13 min 56 s 24 |
| 14                 | Juan Luis Barrios   | Mexique     | 13 min 59 s 86 |
| 15                 | Benjamin Limo       | Kenya       | 14 min 01 s 25 |

### Demi-finales (30 août)
Il y eut deux demi-finales. Les cinq premiers de chaque course ainsi que les cinq meilleurs temps se sont qualifiés pour la finale.
| Rang | Pays       | Athlète              | Temps               |
| ---- | ---------- | -------------------- | ------------------- |
| 1    | Éthiopie   | Tariku Bekele        | 13 min 46 s 42 Q    |
| 2    | Espagne    | Jesús España         | 13 min 46 s 45 Q    |
| 3    | États-Unis | Bernard Lagat        | 13 min 46 s 57 Q    |
| 4    | Maroc      | Hicham Bellani       | 13 min 46 s 64 Q    |
| 5    | Ouganda    | Moses Ndiema Kipsiro | 13 min 46 s 86 Q    |
| 6    | Algérie    | Khoudir Aggoune      | 13 min 47 s 36      |
| 7    | Kenya      | Isaac Kiprono Songok | 13 min 47 s 42      |
| 8    | Maroc      | Ahmed Baday          | 13 min 47 s 83      |
| 9    | Kenya      | Joseph Ebuya         | 13 min 48 s 21      |
| 10   | Zambie     | Tonny Wamulwa        | 13 min 50 s 95 (SB) |
| 11   | Éthiopie   | Bekana Daba          | 13 min 53 s 16      |
| 12   | Qatar      | Charles Bett Koech   | 13 min 53 s 36      |
| 13   | Irlande    | Alistair Ian Cragg   | 13 min 59 s 45      |
| 14   | Suède      | Erik Sjöqvist        | 14 min 05 s 69      |
| 15   | Japon      | Yu Mitsuya           | 14 min 07 s 38      |
|      | Niger      | Kabirou Dan Mallam   | DNF                 |
|      | Palestine  | Nader Almassri       | DNS                 |
|      | Mexique    | David Galván         | DNS                 |

| Rang | Pays        | Athlète              | Temps                 |
| ---- | ----------- | -------------------- | --------------------- |
| 1    | Kenya       | Eliud Kipchoge       | 13 min 33 s 37 Q      |
| 2    | Éthiopie    | Abraham Cherkos      | 13 min 33 s 62 Q      |
| 3    | États-Unis  | Matthew Tegenkamp    | 13 min 35 s 05 Q      |
| 4    | Australie   | Craig Mottram        | 13 min 36 s 18 Q      |
| 5    | Mexique     | Juan Luis Barrios    | 13 min 37 s 12 Q      |
| 6    | Royaume-Uni | Mohammed Farah       | 13 min 39 s 13 q (SB) |
| 7    | Kenya       | Benjamin Limo        | 13 min 41 s 47 q      |
| 8    | États-Unis  | Adam Goucher         | 13 min 41 s 65 q      |
| 9    | Érythrée    | Ali Abdalla          | 13 min 42 s 00 q      |
| 10   | Qatar       | Felix Kikwai Kibore  | 13 min 46 s 23 q      |
| 11   | Rwanda      | Dieudonné Disi       | 13 min 47 s 30 (SB)   |
| 12   | Allemagne   | Jan Fitschen         | 13 min 48 s 39        |
| 13   | Bahreïn     | Aadam Ismaeel Khamis | 13 min 50 s 30        |
| 14   | Maroc       | Mourad Marofit       | 13 min 54 s 65        |
| 15   | Japon       | Takayuki Matsumiya   | 13 min 54 s 95        |
| 16   | Ouganda     | Stephen Kiprotich    | 14 min 04 s 22        |
| 17   | Guyana      | Cleveland Forde      | 15 min 25 s 12        |
| 18   | Birmanie    | Thura Aung           | 15 min 41 s 08        |